# الجمعية الكوكبية
الجمعية الكوكبية (بالإنجليزية: The Planetary Society) هي منظمة غير حكومية وغير ربحية ذات صيت شعبيّ واسع تعمل على مشاريع متعددة ومتنوعة في مجال علم الفلك. أسست الجمعية في سنة 1980 على يد كارل ساغان وبروك موري ولويس فريدمان، ولديها حالياً آلاف الأعضاء من 125 دولة في أنحاء العالم. تُكرِّس الجمعية جهودها لاستكشاف كوكب المريخ وباقي أجرام النظام الشمسي، والبحث عن الأجرام القريبة من الأرض، وعن حياة خارج الأرض.
بالإضافة إلى التوعية الشعبية فإن الجمعية أيضاً ترعى روايات ومشاريع مبتكرة لاستكشاف الفضاء، تريدها أن تكون بذرة لبحوث ومشاريع مستقبلية أكثر تطوراً. ففي شهر يونيو من سنة 2005 أطلقت الجمعية الكوكبية مركبة كوسموس 1 إلى الفضاء لاختبار مدى فعالية تقنية الشراع الشمسي، غير أن صاروخ الإطلاق الذي كان يحمل المركبة سقط بعد الإقلاع بقليل.
تعمل الجمعية الكوكبية في آن واحد على مشاريع كثيرة. حالياً، من أهم برامجها على الإطلاق برنامجا «الشراع الشمسي» و«لايف» (عيش تجربة الحياة بين الكواكب). فالأول هو سلسلة من ثلاث مركبات فضائية شديدة الخفة ستعتمد على ضوء الشمس كمصدر للطاقة. وقد كان مشروع الشراع الشمسي1 يخضع في شهر مايو من سنة 2011 لتجارب أولية، وجدول لمواعيد إطلاق الصواريخ التي يمكن أن يطلق عليها في مهمة مستقبلية لوكالة ناسا. وأما لايف فهو برنامج يتألف من مرحلتين، هدفهما اختبار قدرة البكتيريا على البقاء على قيد الحياة في الفضاء الخارجي. ستكون المرحلة الأولى إرسال بكتيريا محمَّلة بحذر ودقة على مكوك فضائي إلى مدار منخفض حول الأرض، وقد نُويَ أن تكون هذه الرحلة هي الرحلة الأخيرة لمكوك الفضاء إنديفور وأن يكون تاريخها هو 16 مايو سنة 2011، على أن تعود إلى الأرض في 1 من يونيو.
وأما المرحلة الثانية فستُطلَق على مركبة فوبوس-غرنت الروسية، التي كانت سحاول الذهاب إلى القمر المريخيّ فوبوس ثم العودة منه بسلام. وكانت قد صُمِّمت هذه المهمة - التي كان سيبلغ طولها ثلاث سنوات - لاختبار إمكانية بقاء البكتيريا على قيد الحياة في البيئة بين الكوكبية، وجهّزت للإطلاق في وقت ما بين أواسط شهري أوكتبور ونوفمبر من سنة 2011. وقد نجح الإطلاق في 8 نوفمبر، غير أنها فشلت في الإفلات من مدار الأرض لأسباب غير معروفة. وقد تخلّت وكالة الفضاء الروسية نتيجة لذلك عن فكرة أن يترك المسبار مدار الأرض، وكان يُتوقَّع أن يعود إليها في وقت ما بأوائل شهر يناير من سنة 2012. لكن على الرغم من ذلك فإن برنامج لايف لا زال مستمراً، حيث لا زال يجري تحاليل للبكتيريا التي يُفترض أن تطلق على المكوك الفضائي لايف، وتخطط الجمعية الكوكبية حالياً لإطلاق رحلة أخرى مشابهة لتلك التي فشلت فيما مضى.